# Martin Adamec
Martin Adamec (* 14. August 1998 in Levice) ist ein slowakischer Fußballspieler.

## Karriere

### Verein
Adamec begann seine Karriere in der Jugend des heimischen Erstligisten FK Senica. Im Oktober 2014 kam er nach Österreich in die Fußballakademie AKA St. Pölten. Zur Saison 2016/17 wechselte er zu den drittklassigen Amateuren des SKN St. Pölten. Sein Debüt für diese in der Regionalliga gab er im August 2016, als er am ersten Spieltag jener Saison gegen die SV Schwechat in der Startelf stand. Seinen ersten Treffer für die SKN St. Pölten Juniors erzielte er im September 2016 bei einem 3:2-Sieg gegen die Amateure des FC Admira Wacker Mödling. Im Dezember 2016 stand er gegen den FC Admira Wacker Mödling erstmals im Kader der Profis. In seinen zwei Jahren bei dem Verein kam er allerdings dort nicht zum Einsatz.
Zur Saison 2018/19 wechselte Adamec nach Polen zu Jagiellonia Białystok., wurde aber sofort an den Zweitligisten Wigry Suwałki verliehen. Sein Debüt in der zweiten Liga gab er im selben Monat, als er am ersten Spieltag der Saison 2018/19 gegen den GKS 1962 Jastrzębie in der Startelf stand. In der Winterpause kehrte er nach Białystok zurück und bestritt insgesamt acht Erstligaspiele bis zum Saisonende. In der Spielzeit 2019/20 erfolgten dann weitere Ausleihen über sechs Monate an die beiden Zweitligisten Odra Opole und Wigry Suwałki. Dann folgten Stationen bei den heimischen Vereinen FC Nitra sowie FK Pohronie und 2022 spielte er für PDRM FC in der Malaysia Super League, kam dort allerdings nur in drei Pokalspielen zum Einsatz. Ab 2023 war Adamec dann unterklassig in der Slowakei aktiv und seit dem Sommer 2024 spielt er für den FC Nõmme United in der estnischen Meistriliiga.

### Nationalmannschaft
Von 2015 bis 2019 absolvierte der Mittelfeldspieler insgesamt zwanzig Partien für diverse slowakische Jugendnationalmannschaften.